# Козлов, Владислав Владимирович
Владислав Владимирович Козлов — советский хозяйственный и политический деятель.

## Биография
Родился в 1939 году в Старой Руссе. Член КПСС.
Окончил Ленинградскую лесотехническую академию имени С. М. Кирова и Высшую партийную школу при ЦК КПСС.
В 1973—1976 гг. — второй секретарь Красносельского районного комитета КПСС города Ленинграда
В 1976—1983 гг. — первый секретарь Красносельского районного комитета КПСС города Ленинграда.
В 1983—1990 гг. — заведующий административных и финансовых органов Ленинградского обкома КПСС.
Делегат XXVI съезда КПСС.
Почётный житель Красносельского района Санкт-Петербурга (2019).
Живёт в Санкт-Петербурге.

## Награды
- Орден Трудового Красного Знамени
- Орден Знак Почёта